# Табі

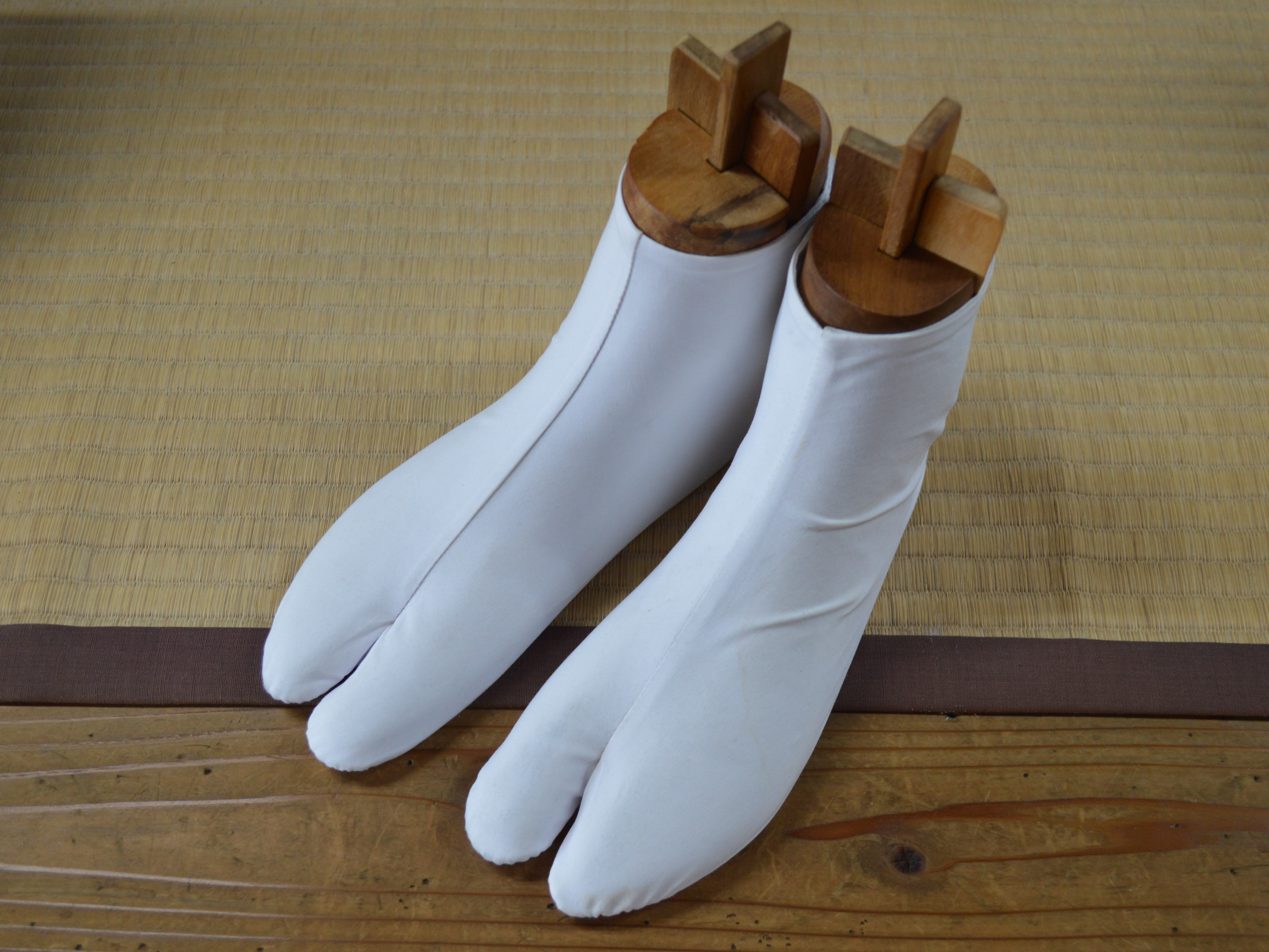
Класичні білі табі

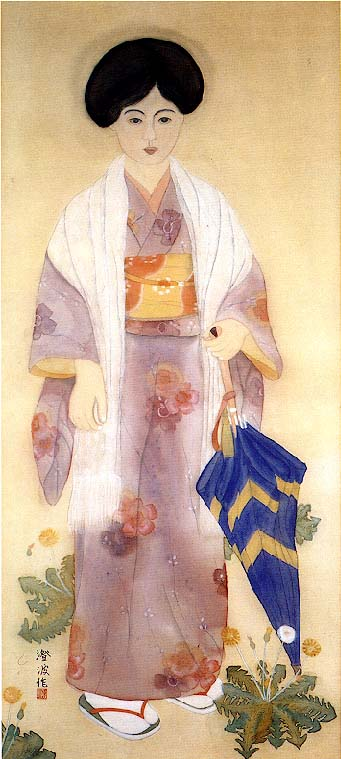
Дівчина раннього періоду Сівби в традиційному одязі і табі; можна помітити червоні ремінці, що розділяють великий палець та інші.

Табі (яп. 足袋[недоступне посилання з липня 2019]) — традиційні японські шкарпетки висотою до щиколотки з роздільним великим пальцем; їх носять і чоловіки, і жінки з дзорі, гета, та іншим традиційним взуттям з ремінцями. Табі також важливі при носінні традиційного одягу — кімоно та інших видів вафуку, в тому числі і тієї, що самураї носили в середньовіччі. Найпоширенішим кольором є білий, та білі табі надягають в офіційних ситуаціях, наприклад, чайної церемонії. Чоловіки під час подорожей іноді надягають чорні або сині табі. Кольорові табі, а також табі з візерунком найбільш доступні і найчастіше носились жінками, хоча починають набирати популярність і у чоловіків.
В протилежність шкарпеткам, які щільно прилягають до ніг за рахунок своєї еластичної структури, табі скроєні з окремих шматків тканини. Вони ззаду відкриті і, таким чином, можуть злетіти; для запобігання цього існує ряд кріплень навколо, з допомогою яких можна табі «закрити».

## Дзіка-табі

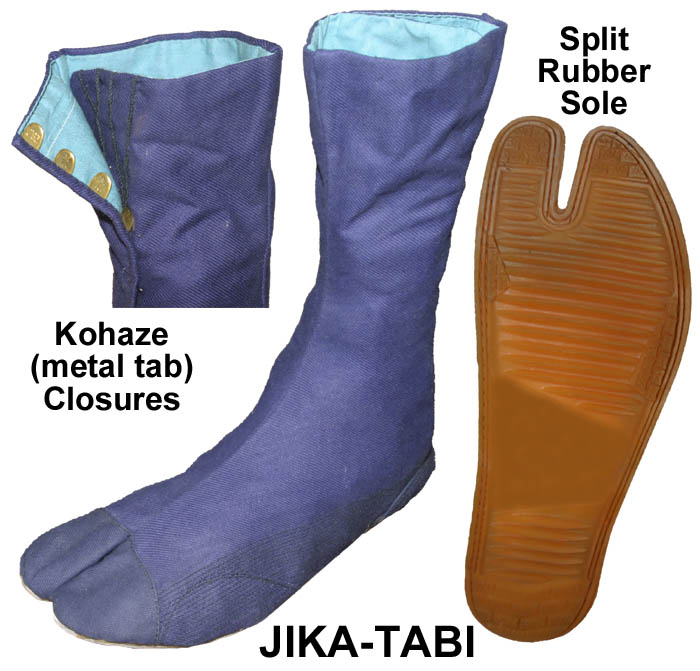

Будівельники, фермери і садівники, рикші, та інші робітники часто використовують такий вид табі, як дзіка-табі (яп. 地下足袋 табі, що стикаються з землею). Такі табі виготовляються з більш важких, жорстких, і тому міцних матеріалів, і часто мають прогумовану підошву; вони виглядають як розрізняються висоти черевики і швидше нагадують вуличне взуття, ніж шкарпетки. Як і звичайні табі, дзика-табі мають відокремлений великий палець, так що можуть носитися з вільної ремешковой взуттям. Седзіро Ісібасі, засновник великої компанії з виробництва шин Bridgestone Corporation, приписує цю інновацію собі.
Хоча поступово і йде заміна підошви на більш жорстку в деяких галузях промисловості, більшість робітників все ж віддають перевагу дзіка-табі з м'якою підошвою. Вони дозволяють краще відчувати контакт з поверхнею і більш зручні, ніж взуття з більш жорсткою підошвою: наприклад, люди, які ходять по балках на будмайданчику хотіли б знати, що у них під ногами, а так само ремісники — теслі і садівники — могли б використовувати ноги як якщо б ті були парою додаткових рук — утримувати об'єкти на місці наприклад.
За межами Японії дзіка-табі доступні в інтернет-магазинах і магазинах, що спеціалізуються на продукції для бойових мистецтв; дзика-табі дуже цінуються не тільки у людей, що займаються східними бойовими мистецтвами, але й у бігунів, скелелазів, а також для різних вправ і просто повсякденного носіння.

## Галерея

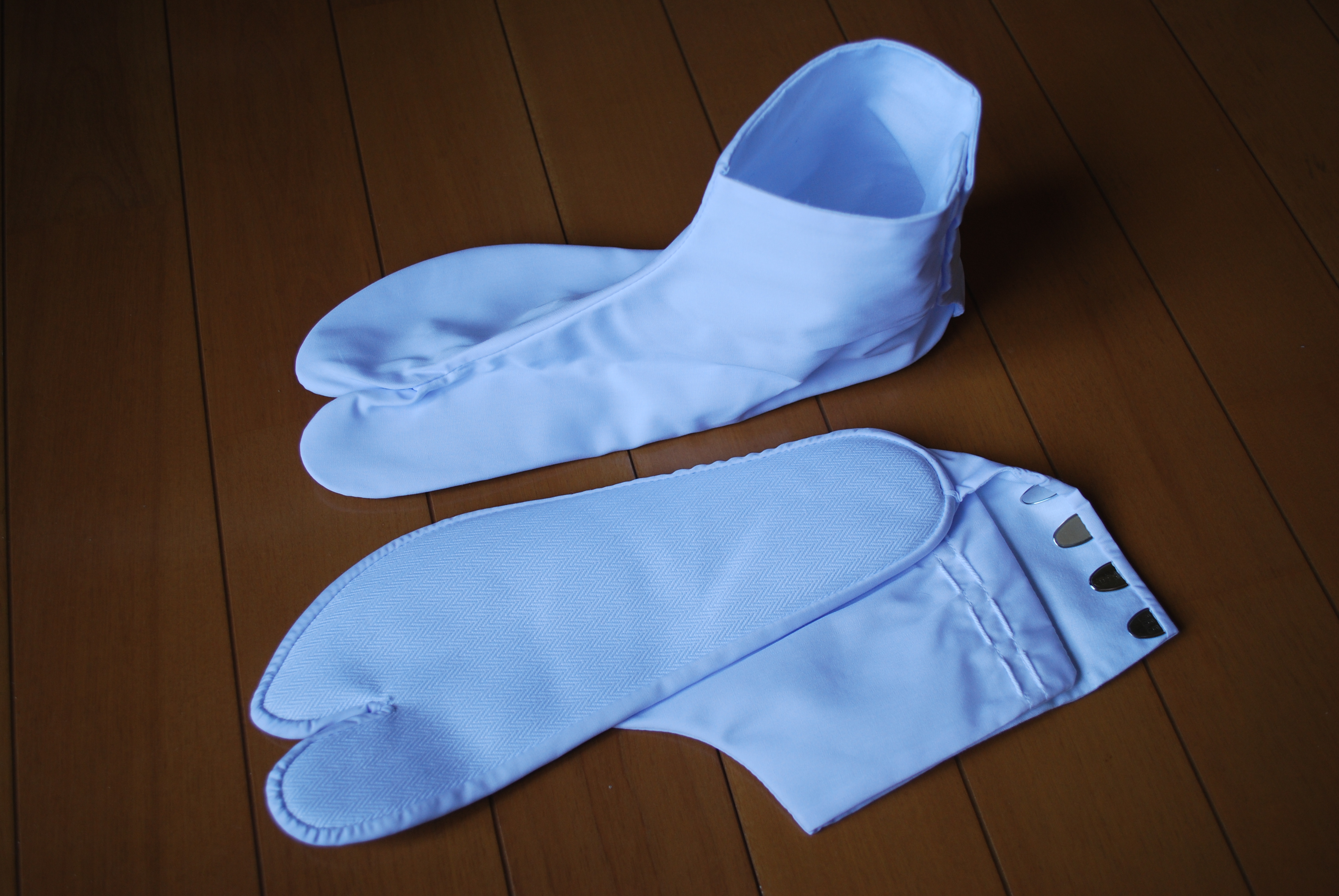
Класичні білі табі
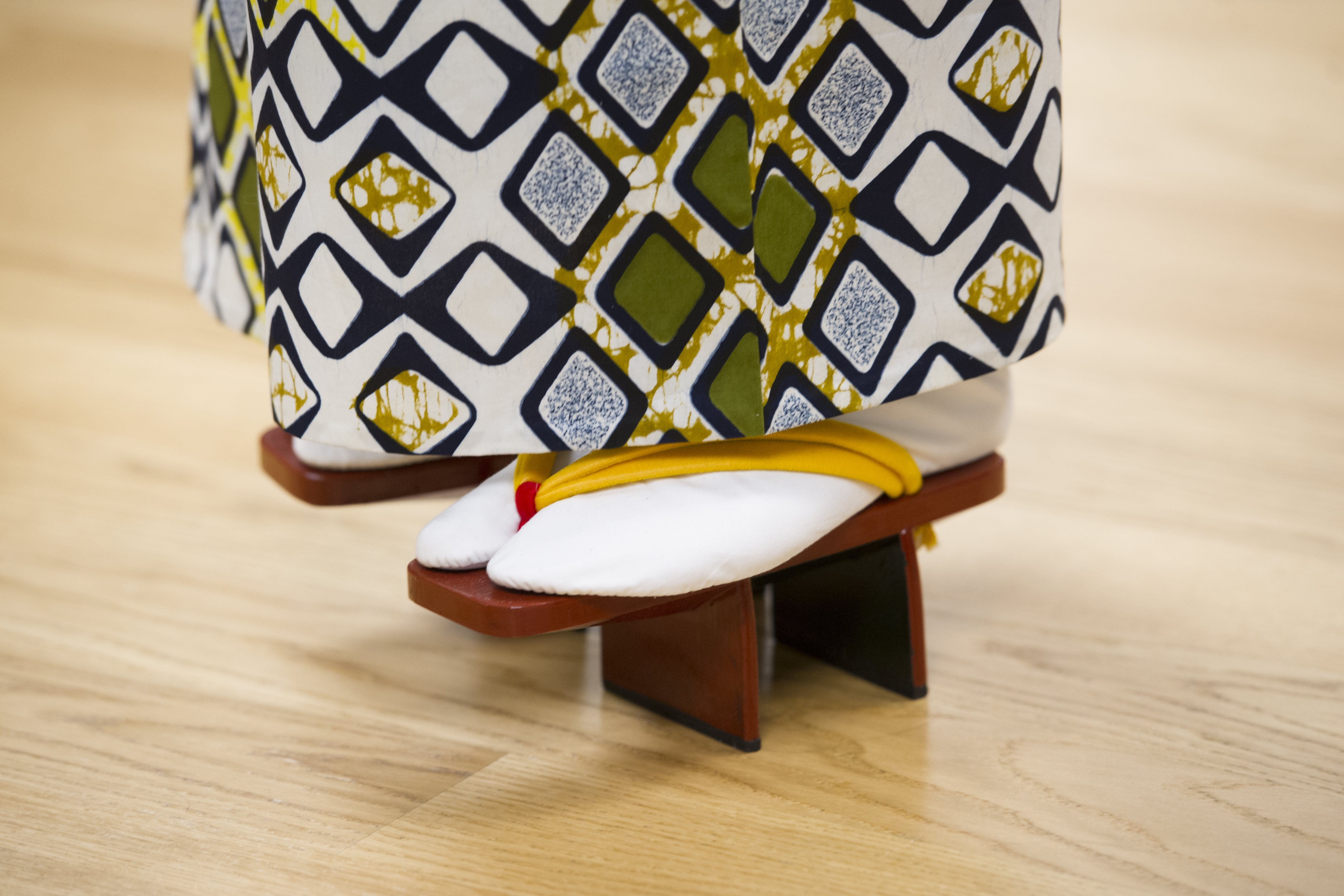
Табі, вдягнені під гета
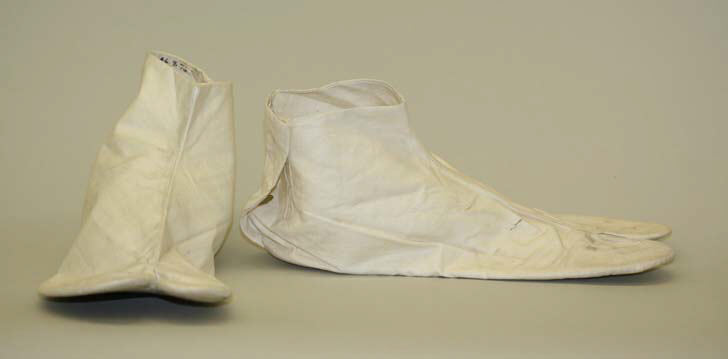
табі з 1700-тих
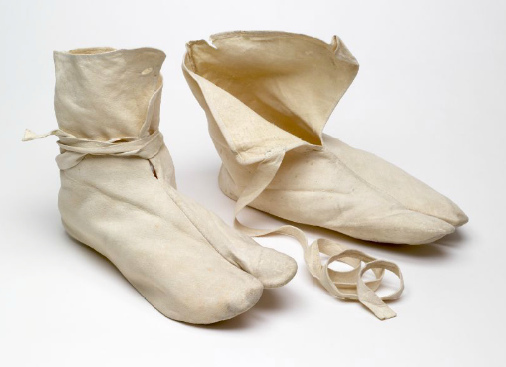
1900ті
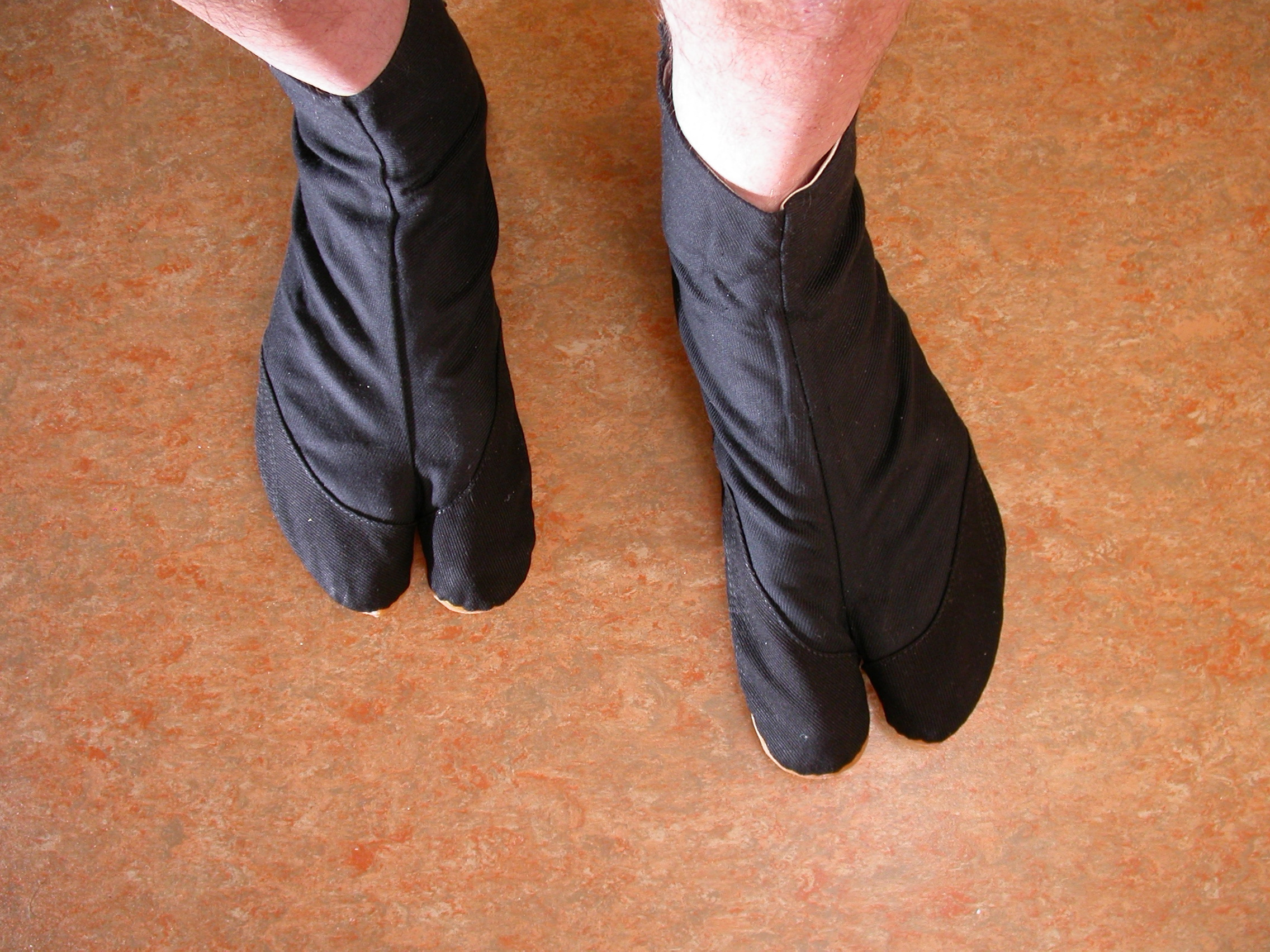
вовняні табі
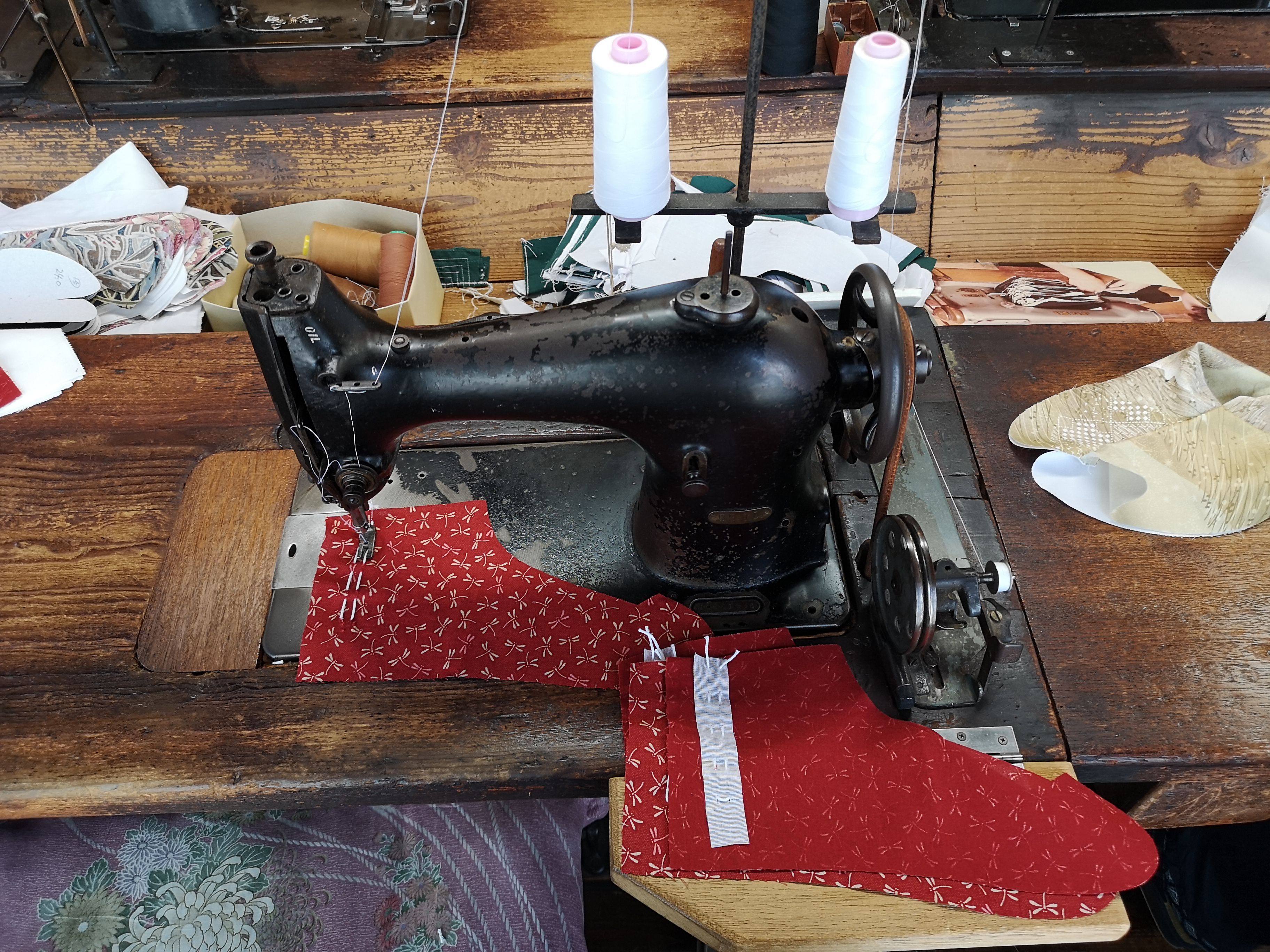
Sewing the loops
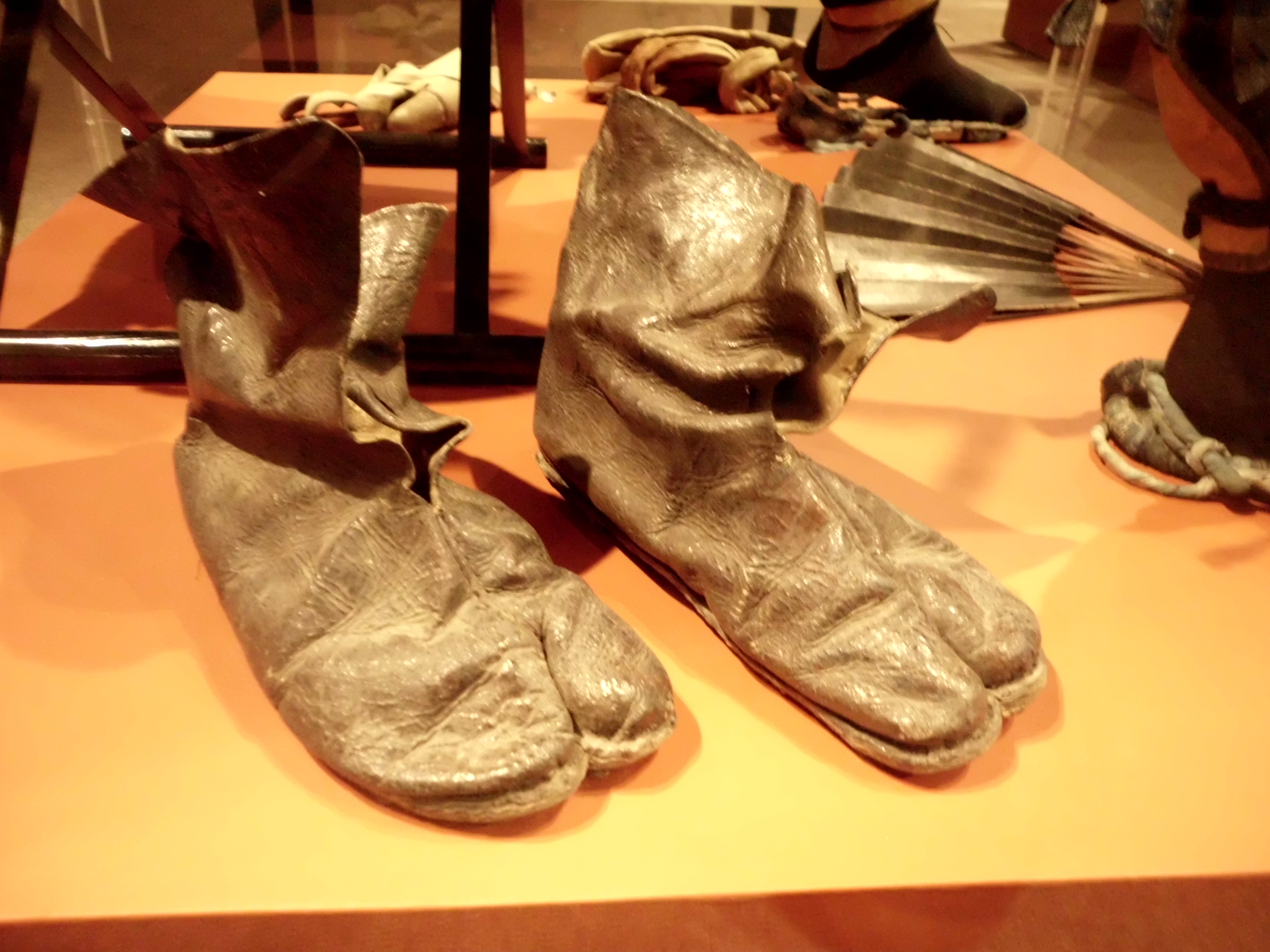
шкіряні табі, Період Едо (1603–1867)
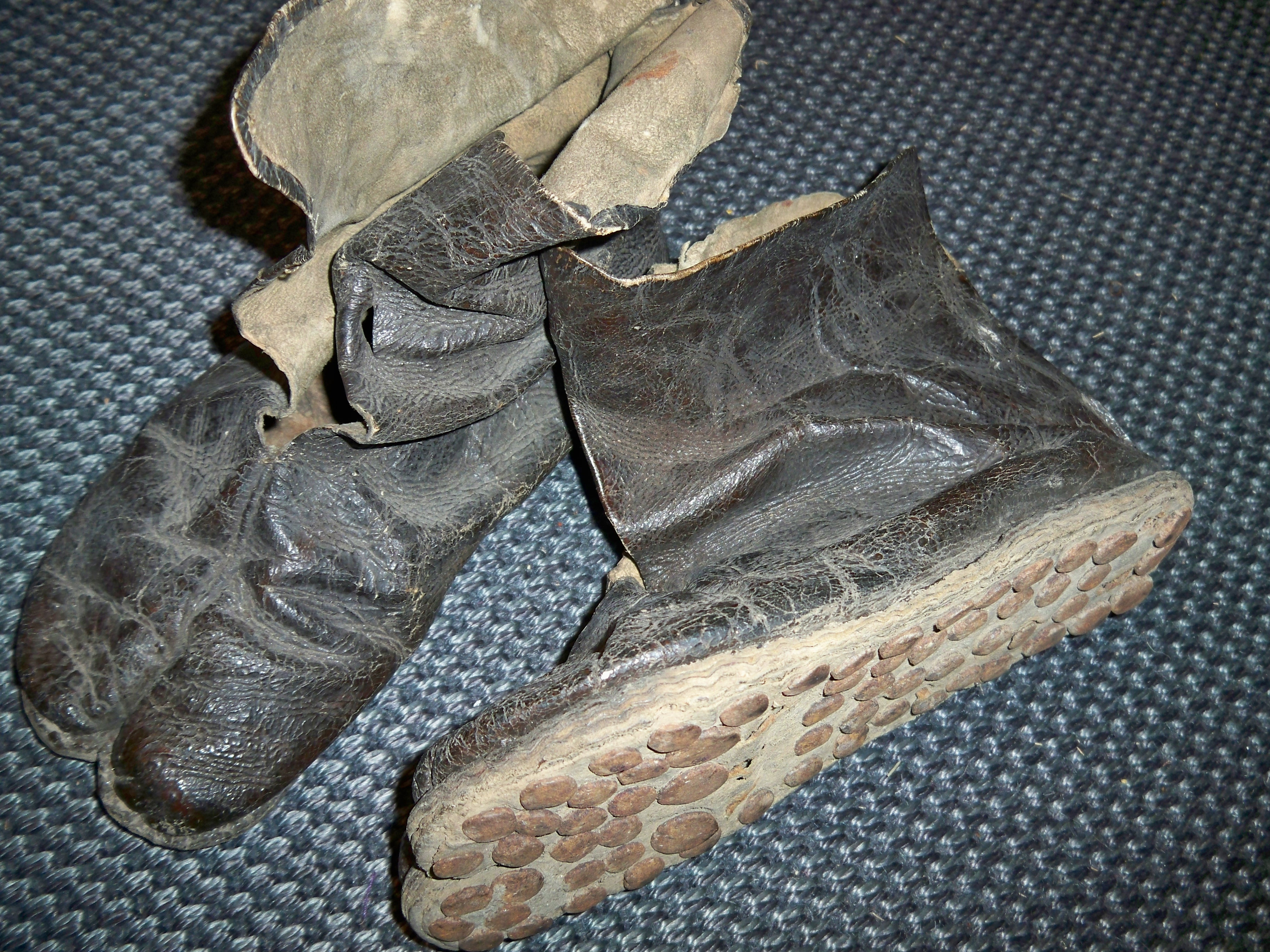
Період Едо (1603–1867)
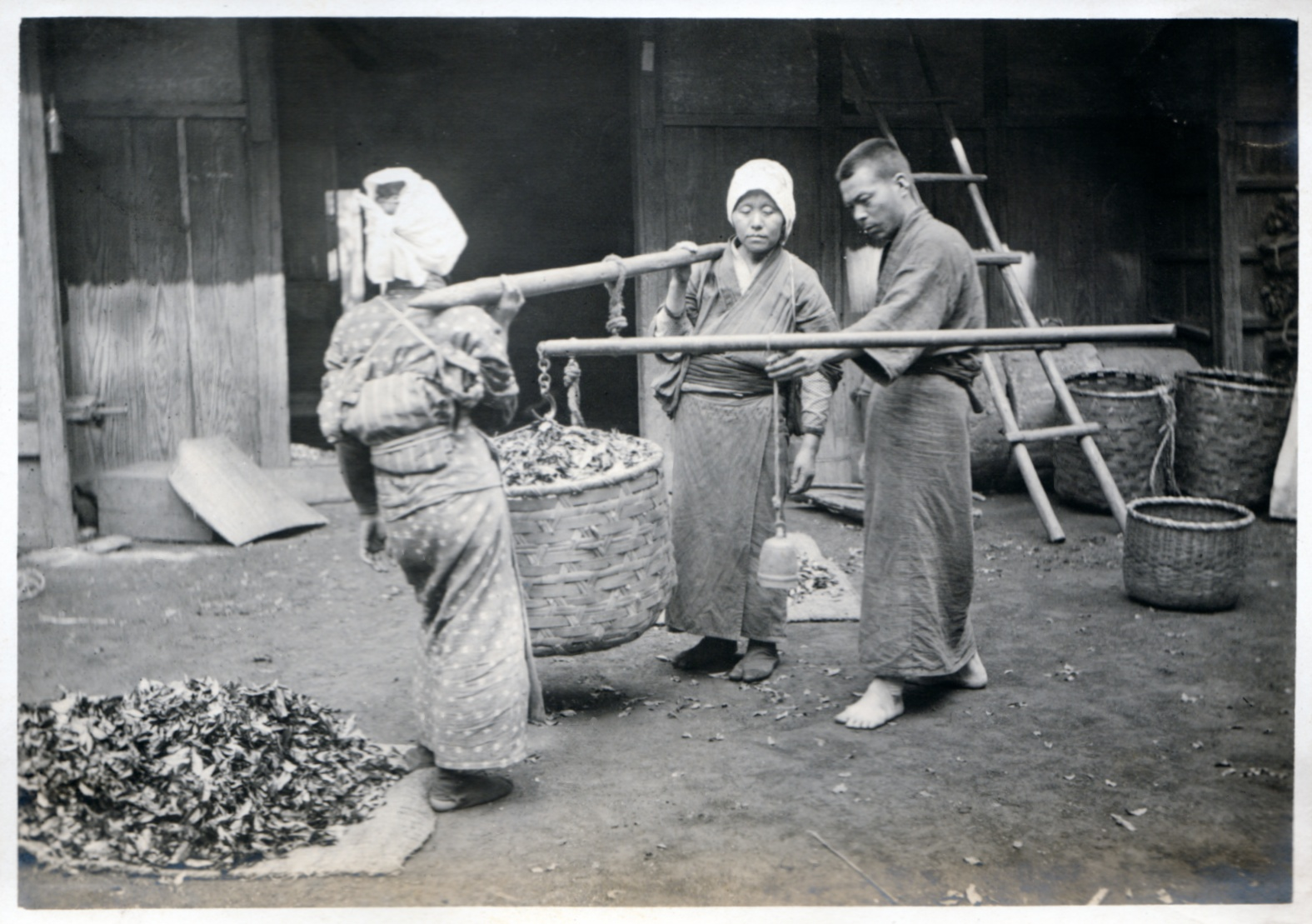
1912 р.
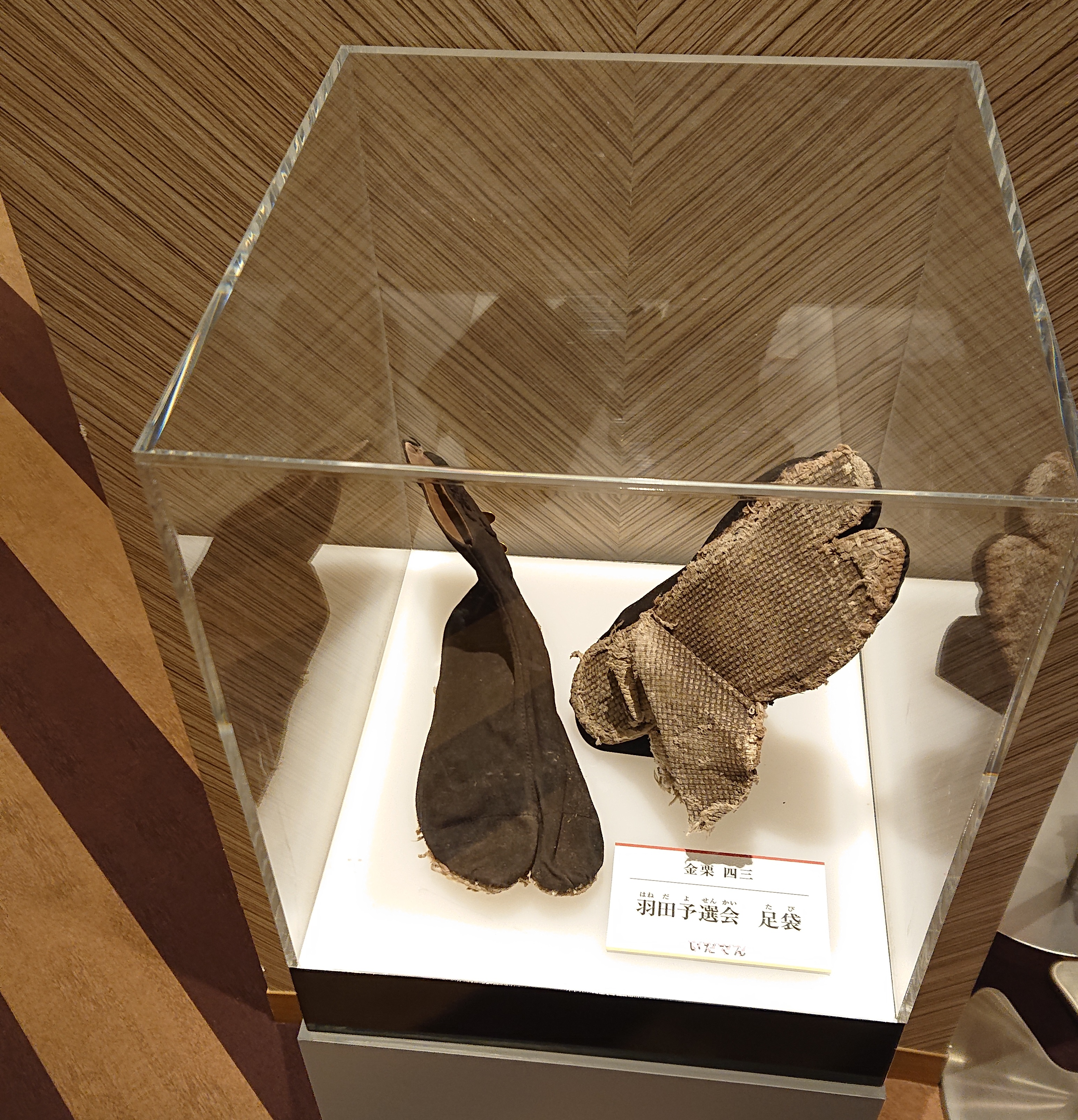
Початок 20ст.
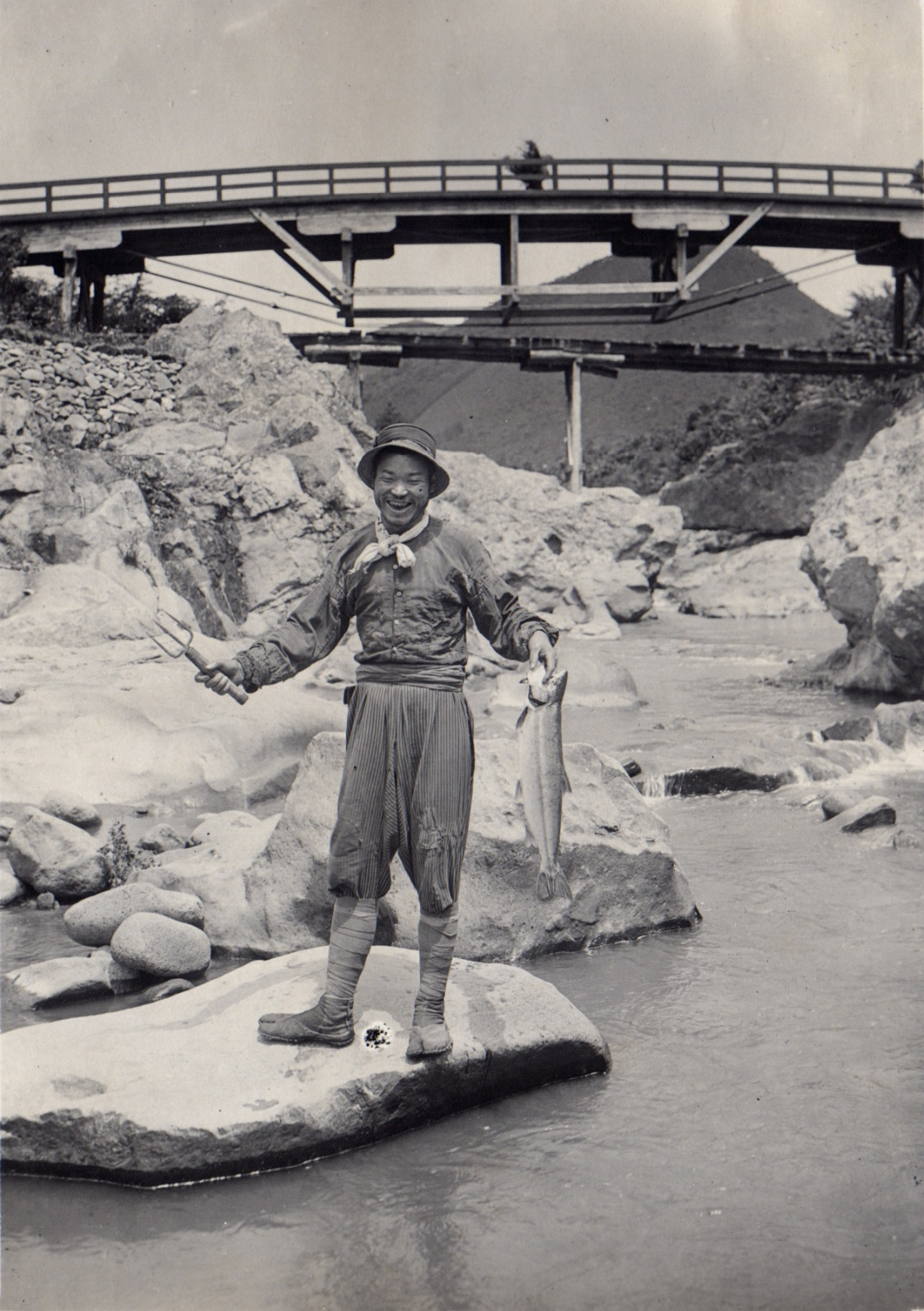
1915 р.
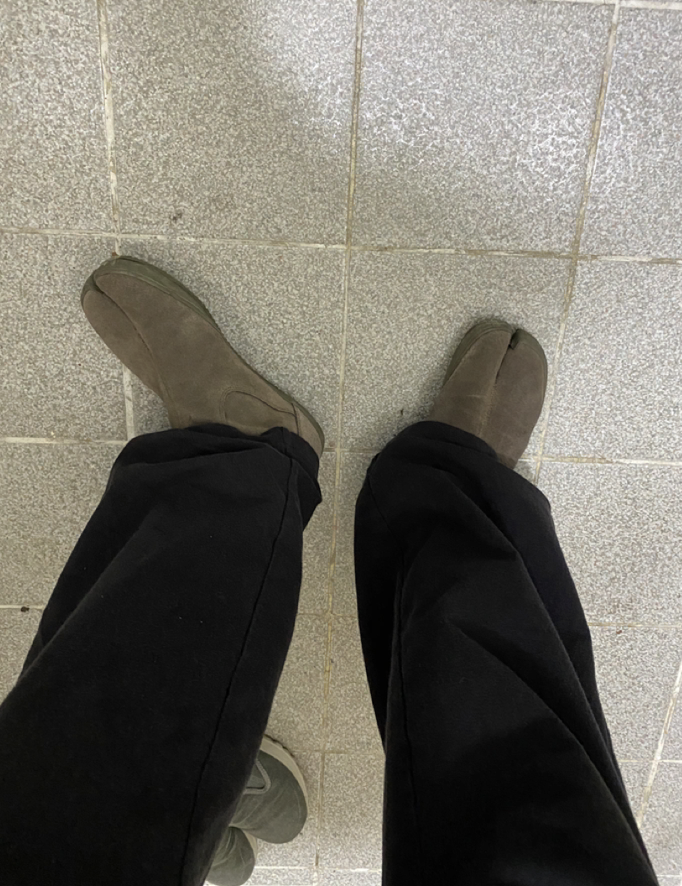
Сучасні дизайнерські табі-чоботи
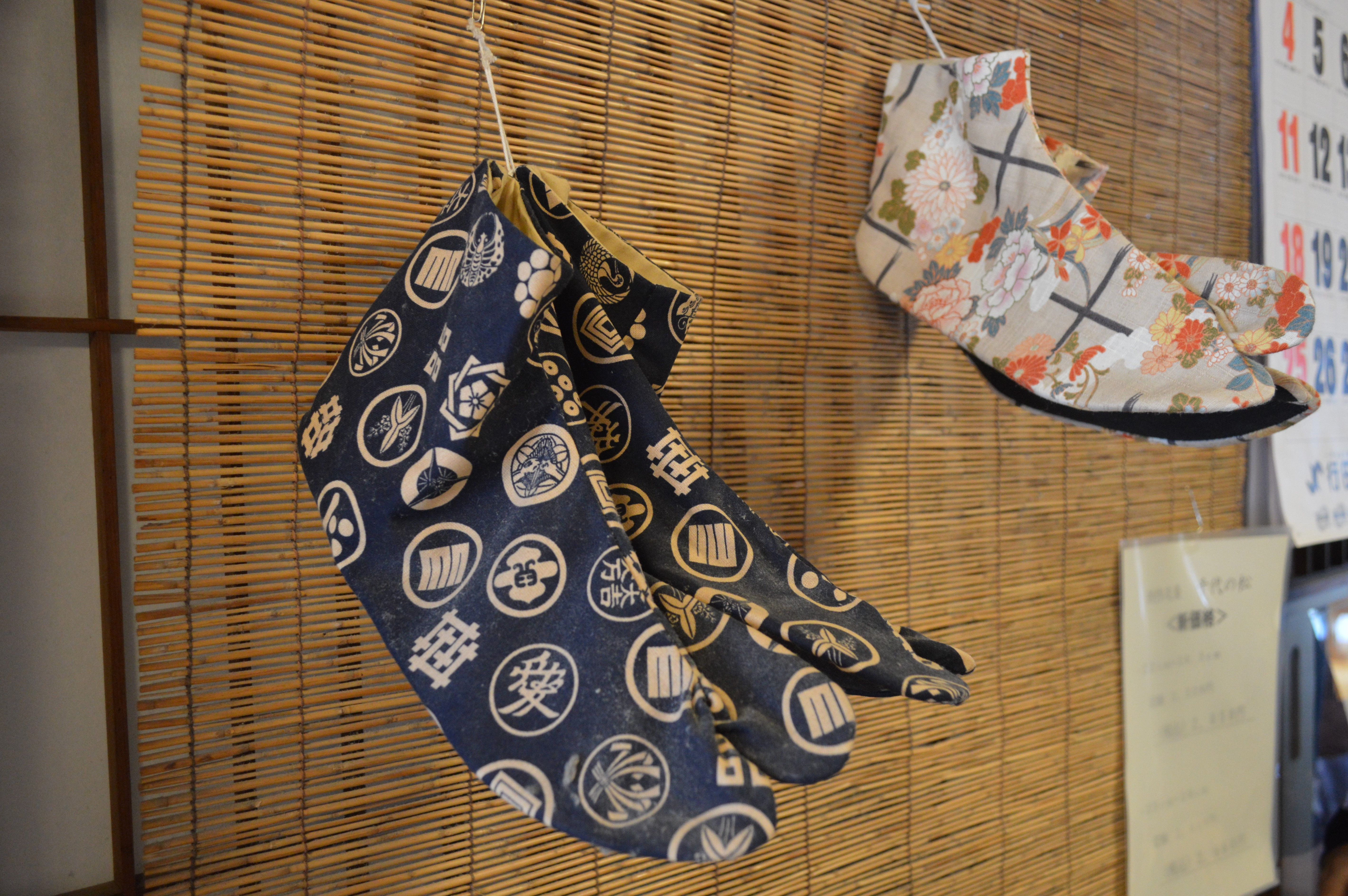
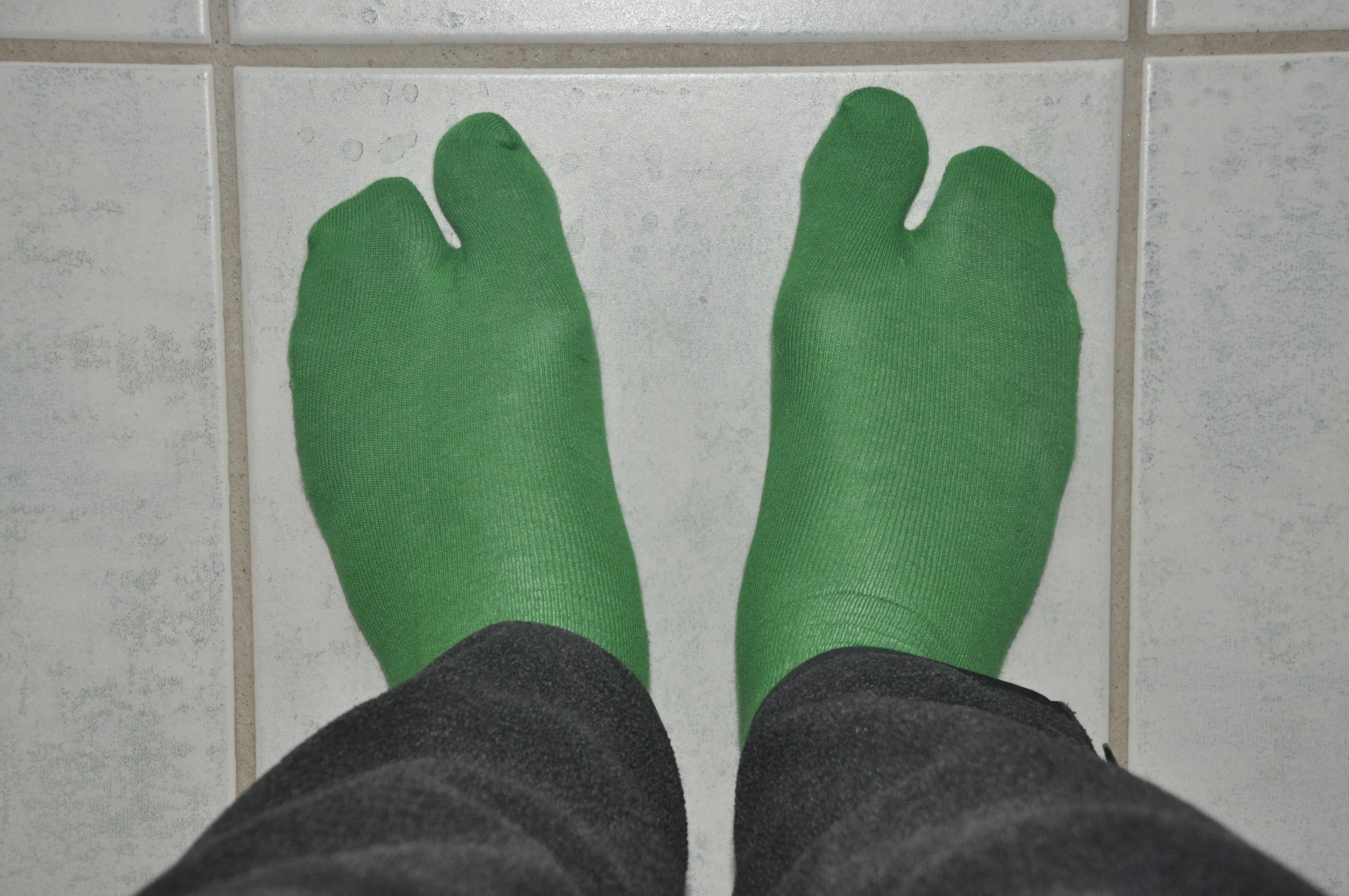
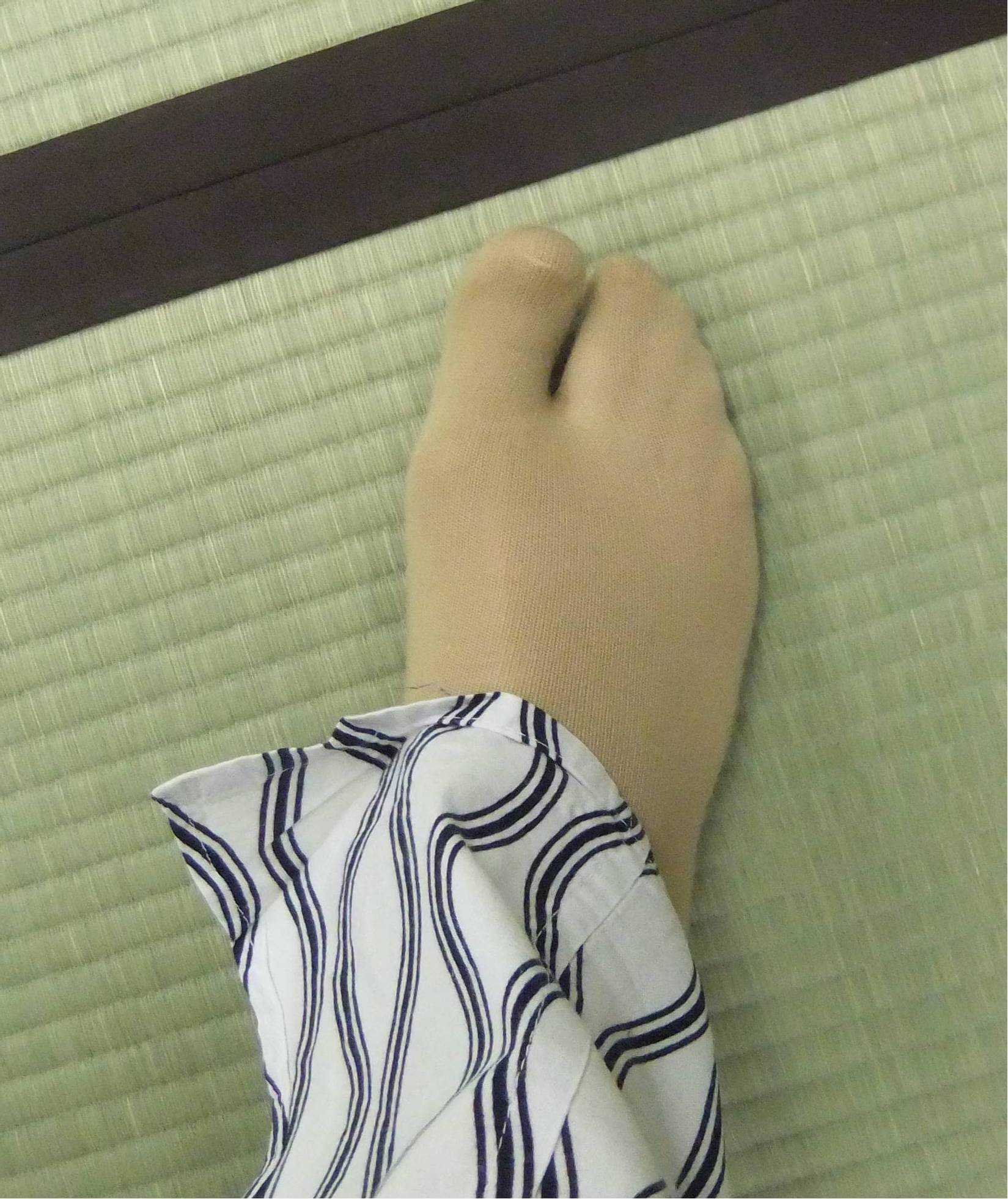
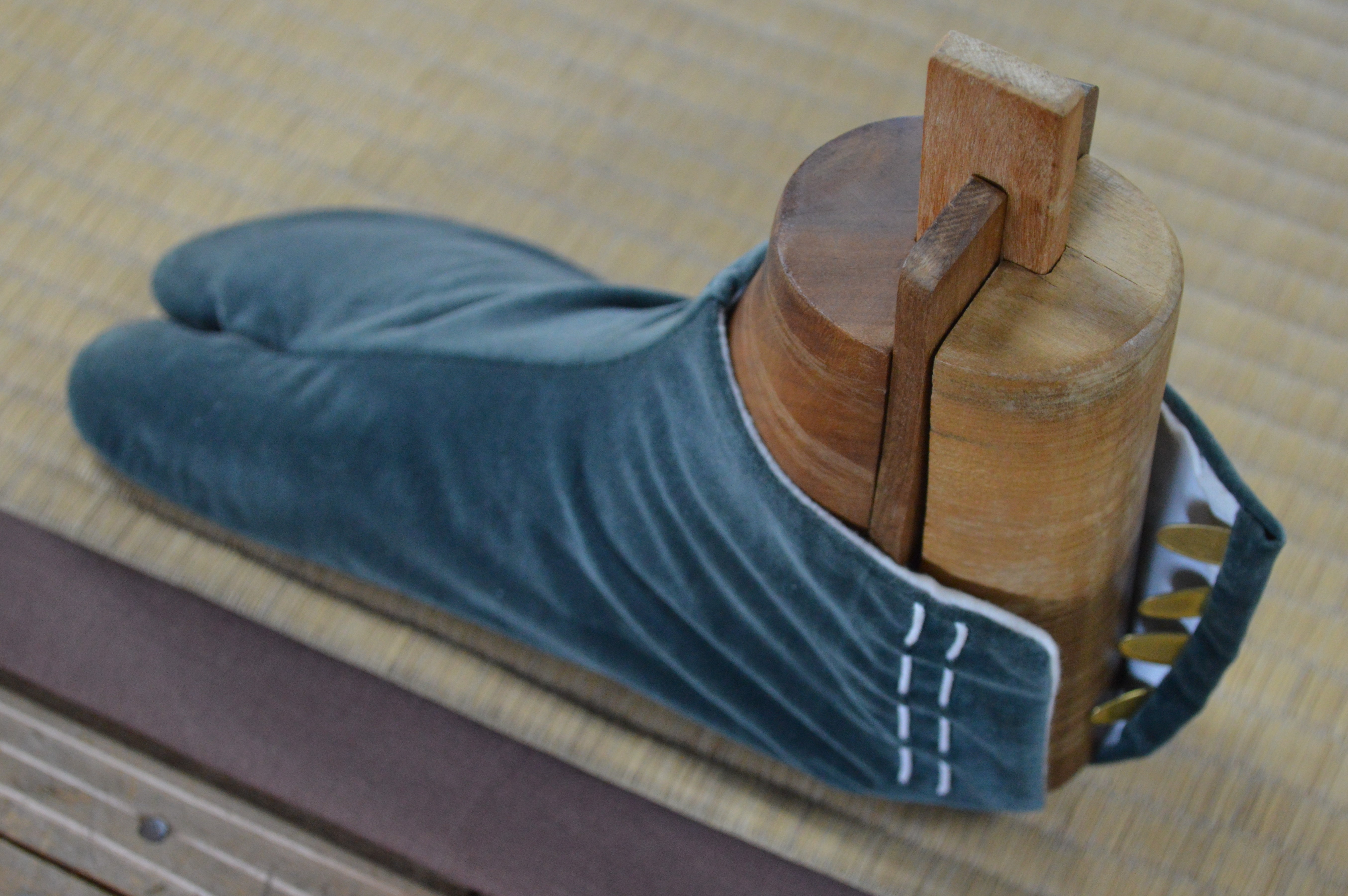